# 昌溪太湖祠
昌溪太湖祠是一座保存完整的明代吴姓祠堂，位于中国安徽省黄山市歙县昌溪乡昌溪村。

## 历史
昌溪太湖祠创建于宋代。明万历七年（1579年）建成正堂，万历二十七年（1599年）建成后堂。

## 建筑
昌溪太湖祠宽17.5米，进深40米。祠前广场可容纳七八千人。大门五开间，设有门当、户对，悬挂朱元璋御赐的“第一世家”匾额。正堂为叙伦堂，两根楠木柱柱围5.1尺，悬挂楹联“惜衣惜食缘非惜财而惜德，求名求利只须求已莫求人”。石雕、木雕、砖雕精美。

## 活动
每年阴历二月十八、十月十八日（祭拜汪华第八子八老爷的节日）和春节，祠前广场会演出三天三夜或七天七夜。

## 保护
2019年10月7日，昌溪太湖祠公布为全国重点文物保护单位。

## 太湖贞节坊
在太湖祠以东8米路边的墙上，有太湖贞节坊，建于清代，高4米，宽3.5米，有“圣旨”、“贞节”字样和旌表妇女名单，砖雕细腻。